# Закон України «Про державний земельний кадастр»
Закон України «Про державний земельний кадастр» — Закон України, прийнятий 7 липня 2011 року, що встановлює правові, економічні та організаційні основи діяльності у сфері Державного земельного кадастру.

## Контекст, новації
На час, що передував прийняттю Закону, державна реєстрація земельної ділянки проводилася під час кожної транзакції з земельною ділянкою, і включала процедуру видачі державних актів чи реєстрації договорів оренди. Законом ця процедура фактично зведена лише до присвоєння земельній ділянці кадастрового номера при її формуванні. До того в рішеннях про надання земельної ділянки в більшості випадків вона не ідентифікувалась і з тексту рішень взагалі неможливо було дізнатись про її місцезнаходження (часто вказувалися лише розмір, район та населений пункт). Формування земельних ділянок у різних регіонах України відбувалося в різному порядку, за різними документаціями із землеустрою. А існуюча процедура виготовлення та видачі державних актів на право власності на земельні ділянки обросла значними бюрократично-корупційними схемами.
Законом уперше визначений виключний перелік документації із землеустрою та оцінки земель, яка є підставою для внесення даних до Державного земельного кадастру. Закон також установив основні вимоги щодо ведення Поземельної книги — документу Державного земельного кадастру, який містить відомості про конкретну земельну ділянку.
Законом урегульований порядок обміну інформацією між Державним земельним кадастром та Державним реєстром речових прав на нерухоме майно, а також передбачено впровадження відкритості даних ДЗК. Практика багатьох країн свідчить, що для інвестицій в економіку країни суттєве значення має прозорість інформації про земельні ділянки. Закритість такої інформації є однією з основних причин корупції у земельній сфері. Тому Законом передбачена обов'язковість відображення відомостей ДЗК в мережі Інтернет з режимом відкритого доступу за виключенням конфіденційних відомостей.
Закон також скасував з 1 січня 2013 року державні акти на право власності на земельні ділянки. Їх існування принципово не узгоджувалося з системою державної реєстрації речових прав на нерухоме майно, запровадженою раніше.
Законопроект розроблений за участю Держкомзему України.
Це один із двох законів, необхідних для функціонування повноцінного ринку землі.

## Зміст Закону
Закон складається з 41 статті у семи розділах:
- Розділ I. Загальні положення
- Розділ II. Органи ведення державного земельного кадастру
- Розділ III. Склад відомостей державного земельного кадастру
- Розділ IV. Ведення державного земельного кадастру
- Розділ V. Гарантії достовірності відомостей державного земельного кадастру, відповідальність у сфері державного земельного кадастру
- Розділ VI. Фінансове забезпечення ведення та функціонування, плата за послуги державного земельного кадастру
- Розділ VII. Прикінцеві та перехідні положення.

Станом на 16.01.2020 року, до Закону двадцять один раз уносилися зміни.